# André Stricker
André Stricker (* 20. August 1931 in Mülhausen; † 2. Februar 2003 in Straßburg) war ein französischer Organist und Komponist.

## Leben
André Stricker studierte am Nationalkonservatorium Straßburg, wo er jeweils einen 1. Preis für Orgel, Klavier und Harmonie errang. 1954 bis 1972 war er Professor für Musik an der protestantischen Hochschule Straßburg, 1972 bis 1996 am Konservatorium in Straßburg. 1960 bis 1967 war er zudem Organist und Kantor der Kirche St. Guillaume in Straßburg.
Stricker spielte verschiedene CDs mit barocker Orgelmusik ein und komponierte für verschiedene Instrumente und Besetzungen.

## Werke
- Cantate de Noël
- Cantate des Prophéties
- Cantate „Oui, Dieu a tant aimé le monde“
- Cantate De l’Ascension
- Cantate „Pour un Noël perdu“
- 2 Sonaten für Violine und Klavier
- mehrere Orgelstücke[1]

## Diskographie
- J. S. Bach: Chorals ornés et 8 petits préludes et fugues.
- J. S. Bach, Pachelbel, Buxtehude, Hanff: œuvres.
- J. S. Bach: Chorals divers.
- J.-S. Bach: Oeuvres.
- Clérambault, Boyvin, Daquin, Dandrieu, Marchand: Le grand siècle à Saint-Thomas.
- J.-S. Bach, du Mage, Marchand, Guilain, Raison, Dandrieu, Balbastre: Œuvres.
- Walther, J. S. Bach: Partita, choral.
- Boyvin, Guilain, Kuhnau, Bach, Krebs: Pièces.[1]